# 直入院
直入院（じきにゅういん）は、東京都八王子市にある浄土宗系の単立寺院。

## 歴史
慶安年間（1648年 - 1652年）、随誉によって開山された。随誉は大善寺の第7世住職で、自身の隠居寺として創建した。
1945年（昭和20年）の八王子空襲で古文書を焼失したため、詳細な歴史は不明になっている。これまで、当寺は現在の「小門公園」がある場所に位置していたが、区画整理によって現在地に移転した。
現在、当寺は八王子三十三観音霊場の第25番札所の他に第24番札所を兼ねているが、かつては八王子市小門町にあった「帰命院」が第24番札所であった。この帰命院は明治初期に廃寺となり、近くの「蓮生院」に札所は移された。この蓮生院も戦後に当院と合併することになり、最終的に第24番札所も兼ねることになった。

## 交通アクセス
- 山田駅より徒歩11分。